# پارک یانگ سوک
پارک یانگ سوک (انگلیسی: Park Young-seok؛ ۲ نوامبر ۱۹۶۳ – ۱ اکتبر ۲۰۱۱) کوهنورد اهل کره جنوبی بود. او نخستین فردی بود که توانست گرند اسلم کاوشگران که شامل فتح هفت قله مرتفع در هفت قاره و پیمایش قطب شمال و جنوب است را انجام دهد. او توانست به تمام ۱۴ قله هشت هزار متری، هفت قله مرتفع قاره‌های دنیا صعود کرده و به هر دو قطب جغرافیایی زمین نیز برسد. پارک یانگ سوک پس از یرزی کوکوچکا کوهنورد لهستانی، دومین صعود سریع به ۱۴ قله هشت هزار متری را انجام داده است. همچنین رکورد گینس در صعود به شش قله هشت هزار متری در یک سال و نیز رسیدن به قطب جنوب در ۴۴ روز با پای پیاده به صورت خودکفا و بدون تجدید منابع غذایی به نام وی ثبت شده است.
پارک یانگ سوک در ۲۳ اکتبر ۲۰۱۱ در هنگام تلاش برای گشودن مسیری جدید بر روی آناپورنا مفقود شد. با وجود انجام عملیات نجات اثری از وی و دو همنوردش یافت نشد.